# Едерсвілер
Едерсвілер (нім. Ederswiler) — громада в Швейцарії в кантоні Юра, округ Делемон. Єдина німецькомовна громада у французькомовній Юрі.

## Географія
Громада розташована на відстані близько 55 км на північ від Берна, 7 км на північ від Делемона.
Едерсвілер має площу 3,3 км², з яких на 4,2 % дозволяється будівництво (житлове та будівництво доріг), 54,8 % використовуються в сільськогосподарських цілях, 41 % зайнято лісами, 0 % не є продуктивними (річки, льодовики або гори).

## Демографія
2019 року в громаді мешкало 119 осіб (+1,7 % порівняно з 2010 роком), іноземців було 6,7 %. Густота населення становила 36 осіб/км².
За віковим діапазоном населення розподілялося таким чином: 15,1 % — особи молодші 20 років, 52,9 % — особи у віці 20—64 років, 31,9 % — особи у віці 65 років та старші. Було 55 помешкань (у середньому 2,2 особи в помешканні).